# Eagle (Nowy Jork)
Eagle – miasto w Stanach Zjednoczonych, w stanie Nowy Jork, w hrabstwie Wyoming.